# Leo Heinrichs

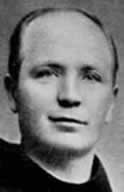
Pater Leo Heinrichs

Leo Heinrichs, O.F.M., Geburtsname Joseph Heinrichs (* 15. August 1867 in Oestrich (Erkelenz), Regierungsbezirk Köln; † 23. Februar 1908 in Denver, Colorado, USA) war ein deutschstämmiger Franziskaner und katholischer Priester, der während einer heiligen Messe von einem Anarchisten erschossen wurde. Er wird in Amerika als Glaubenszeuge und Märtyrer verehrt, sein Seligsprechungsprozess ist eingeleitet.

## Leben
Der Priester wurde als Joseph Heinrichs in Oestrich (heute ein Stadtteil von Erkelenz) bei Mönchengladbach geboren und wollte Franziskaner werden. Wegen der unsicheren politischen Verhältnisse hinsichtlich der religiösen Orden in Deutschland im Kulturkampf sandte man die Aspiranten zum Teil nach Übersee. In Paterson (New Jersey)  wurde Heinrichs am 4. Dezember 1886 in den Franziskanerorden aufgenommen und erhielt den Ordensnamen „Leo“, unter dem er auch bekannt wurde. Am 8. Dezember 1890 legte er die ewigen Gelübde, ab und Bischof Winand M. Wigger von Newark spendete ihm am 26. Juli 1891 in Paterson die Priesterweihe.
Zwischen 1891 und 1907 versah Pater Leo Heinrichs mehrere Seelsorgestellen, u. a. pflegte er bei einer Pockenepidemie in Paterson die hoch ansteckenden Kranken und Sterbenden. Im September 1907 ernannte man ihn zum Pfarrer der deutschsprachigen Pfarrei St. Elisabeth in Denver, Colorado. Dort wurde er in der kurzen Zeit seiner Wirksamkeit als besonderer Wohltäter der Armen bekannt.

## Ermordung

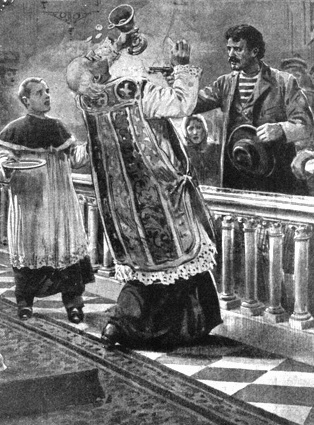
Die Ermordung von Pater Heinrichs, zeitgenössische Illustration

Am Abend vor seinem Tod tauschte Heinrichs mit seinem Mitbruder Pater Wulstan Workman die Gottesdienste für den nächsten Tag. Er bat Pater Workman, seinen Gottesdienst um 8 Uhr zu übernehmen, und er selbst würde den Frühgottesdienst Workmans zelebrieren, da er später einen Termin hatte.
Leo Heinrichs zelebrierte am 23. Februar 1908 um 6 Uhr Frühmesse in St. Elisabeth, die als „Arbeitermesse“ bekannt war. Bei der Austeilung der Kommunion kniete sich der arbeitslose sizilianische Immigrant Giuseppe Alia an die Kommunionbank und empfing die Kommunion. Nach dem Empfang spuckte er sie dem Priester auf die Hand und schleuderte sie ihm ins Gesicht. Die Hostie prallte ab und fiel vor der Kommunionbank zu Boden, der Italiener zog ohne Vorwarnung eine Pistole und schoss aus nächster Nähe auf den völlig überraschten Franziskaner. Dieser stürzte mit dem  Ziborium zu Boden, konnte es aber sterbend noch auf den Altarstufen abstellen. Zwei herausgefallene Hostien hob der Geistliche mit letzter Kraft auf und legte sie in den Kelch zurück, auf andere konnte er nur noch mit dem Finger deuten. Laut der Augenzeugin Rose Fisher starb er lächelnd auf den Altarstufen, sein Mitbruder Pater Workman spendete ihm die Sterbesakramente.
Der Mörder floh unmittelbar nach der Tat, wurde jedoch von einem anwesenden Eisenbahner und einem Polizisten außer Dienst gestellt und festgenommen. Giuseppe Alia gab an, aus Hass auf die Priester gehandelt zu haben und er wolle nach eigenen Einlassungen noch weitere Geistliche umbringen. Man verurteilte ihn zum Tod und hängte ihn. Seine letzten Worte waren: „Tod den Priestern!“
Bei der Obduktion stellte der untersuchende Arzt fest, dass Pater Leo an den Oberarmen Lederbänder mit nach innen gerichteten Metalldornen als Bußwerkzeuge trug. Beim Betreten seiner Zelle entdeckte man, dass Leo Heinrichs aus der gleichen Gesinnung heraus sein weiches Bett gegen eine harte Holztür ausgetauscht hatte, auf der er schlief.
Am 26. Februar 1908 fanden in Denver die Trauerfeierlichkeiten für den ermordeten Priester statt, an denen auch der Gouverneur von Colorado und der Bürgermeister von Denver teilnahmen. Der Sarg wurde zum Bahnhof geleitet und mit dem Zug nach Paterson (New Jersey) transportiert. Am 2. März begrub man Leo Heinrichs unter Teilnahme von über 3000 Menschen auf dem Hl.-Grab-Friedhof der Franziskaner in Totowa. Wegen des Priestermordes musste Bischof Nicholas Matz von Denver die St.-Elisabeth-Kirche neu weihen.

## Verehrung
1911 benannte man die St.-Leo-Kirche in Paterson nach Leo Heinrichs. Sie erhielt zwar den heiligen Leo den Großen zum Patron, aber der Grund der Namenswahl war die Erinnerung an Pater Leo.
Im Oktober 1926 leitete das Erzbistum Newark mit Unterstützung der Erzdiözese Köln, dem Heimatsprengel von Pater Heinrichs, den Seligsprechungsprozess ein; 1933 wurde das Verfahren nach Rom abgegeben und 1938 dort offiziell eröffnet. Seither dauern die Untersuchungen, insbesondere zu den geforderten Wundern, an. Das Grab von Pater Leo Heinrichs ist bis heute (2010) das Ziel von Pilgern.
Im Geburtsort Erkelenz ist eine Straße nach Leo Heinrichs benannt.
Die katholische Kirche hat Pater Leo Heinrichs als Blutzeugen in das Deutsche Martyrologium des 20. Jahrhunderts aufgenommen.